# Guillac (Gironda)
Guillac è un comune francese di 192 abitanti situato nel dipartimento della Gironda nella regione della Nuova Aquitania.

## Società

### Evoluzione demografica
Abitanti censiti